# Three snakes and one charm
Three snakes and one charm is het vierde album van de Amerikaanse rockband The Black Crowes.  Op dit album staan hoofdzakelijk stevige hardrocknummers met invloeden van soul, blues en funk. Er zijn ook enkele ballads te beluisteren, zoals Good Friday en Girl from a pawnshop. Dit album is wat harmonieuzer en gepolijster dan de voorgaande albums. Alle nummers zijn geschreven door de broers Chris (zanger) en Rich (gitarist) Robinson. 

## Tracklist
1. Under a mountain (4:11)
2. Good friday (3:52)
3. Nebakanezer (4:08)
4. One mirror too many (3:35)
5. Blackberry (3:27)
6. Girl from a pawnshop (6:18)
7. (Only) halfway to everywhere (4:00)
8. Bring on, bring on (3:57)
9. How much for your wings? (3:28)
10. Let me share the ride (3:22)
11. Better when you're not alone (4:10)
12. Evil eye (4:13)

## Bonus tracks
1. Just say you're sorry – 3:30
2. Pimper's paradise (Bob Marley) – 4:04
3. Somebody's on your case (Ann Peebles) - 3:02
4. Mellow down easy (Willie Dixon) – 3:43

Deze bonustracks staan op de Sho’Nuff  versie van het album (een box met vijf discs) in 1998 en als B-kant op singles van de band. 
Pimper’s paradise in geschreven door de reggae-muzikant Bob Marley, Somebody ’s on your case is van de Memphis soul zangeres Ann Peebles, die bekend is geworden met I’m gonna tear my playhouse down en I can’t stand the rain. Mellow down easy is geschreven door de blues muzikant Willie Dixon. 

## Muzikanten

### The Black Crowes
- Chris Robinson – zang
- Rich Robinson – gitaar
- Marc Ford –  gitaar
- Eddie Harsch – keyboards
- Johnny Colt –  basgitaar
- Steve Gorman – drums

Dit is het laatste album voordat Marc Ford is ontslagen vanwege zijn excessieve drugsgebruik. Ook Johnny Colt heeft de band verlaten na de opnames van dit album. 

### Overige muzikanten
- The Dirty Dozen - blaasinstrumenten/arrangementen
- Bruce Kaphan - pedaal steelgitaar
- Rik Taylor - banjo
- Gary "Mudbone" Cooper, Garry Shider, Barbara Mitchell  en Erica Stewart - achtergrondzang

## Productie
Dit album is geproduceerd door the Black Crowes samen met Jack Joseph Puig. Die heeft als geluidstechnicus en producer o.a. gewerkt met  Counting Crows, John Mayer en Stone Temple Pilots. Het album is gemasterd door Bob Ludwig (die o.a. gewerkt heeft met Nirvana, Bruce Springsteen en Radiohead). Geluidstechnicus (assistent) was Jeff Sheehan. 
Er zijn twee singles verschenen van dit album: Good Friday en Girl from a pawnshop.

## Waardering
De Amerikaanse site AllMusic heeft dit album gewaardeerd met drie sterren (het maximum is vijf sterren).
In de Amerikaanse Billboard album200 heeft deze plaat #15 gehaald en in de Britse albumlijst #17. In Nederland bereikte dit album #39. 
In de Mainstream Rock charts behaalde de single Good Friday #3 en Blackberry #6. 